# Panelverfahren
Das Panelverfahren ist ein Verfahren zur näherungsweisen Berechnung der Verteilung des Auftriebs eines Tragflügels.
Der Tragflügel wird dazu in kleine Elementarflügel zerlegt. Auf jedem dieser Elementarflügel wird ein tragender Wirbel entlang der l/4-Linie platziert. Die Stärke der Wirbel wird dann so bestimmt, dass die kinematische Strömungsbedingung an der Hinterkante erfüllt ist. Als kinematische Strömungsbedingung bezeichnet man das "glatte" Abströmen über die Hinterkante. Aus der so resultierenden Wirbelverteilung lassen sich aerodynamische Kenngrößen ermitteln. Dazu zählen der Auftrieb, das Nickmoment und der Widerstand.